# SS-Ehrendegen

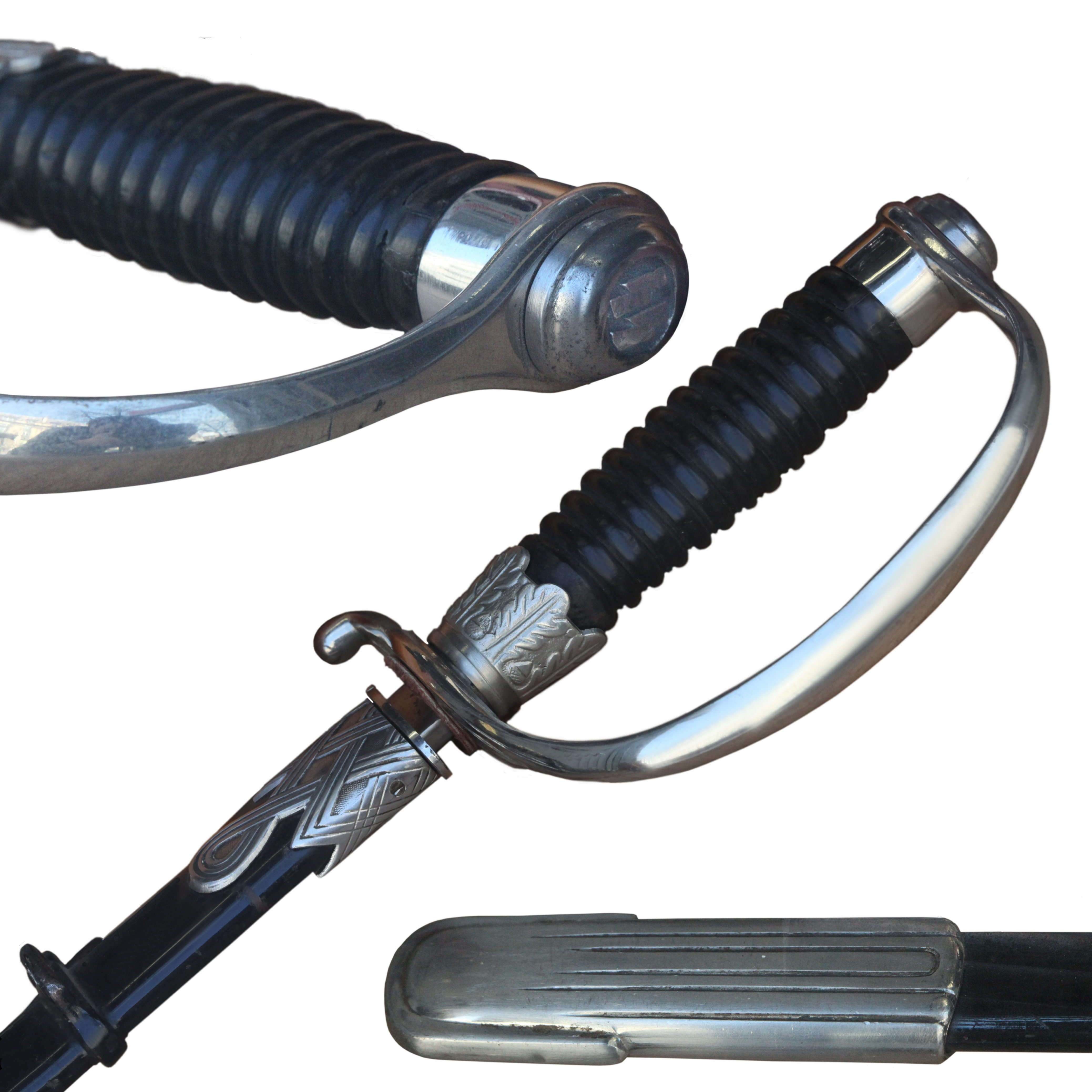
Ehrendegen Reichsführer SS mit Scheide

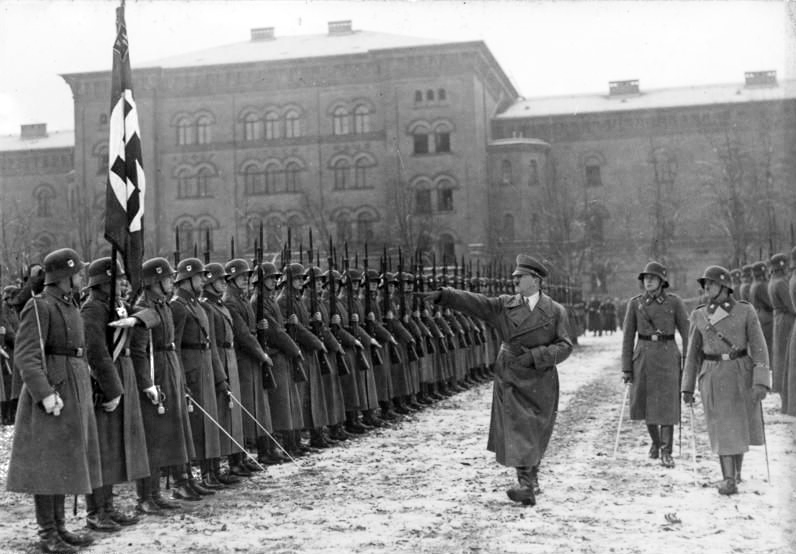
Nutzung des SS-Degens als Parade- bzw. Zeremonienwaffe

Der Ehrendegen Reichsführer SS, kurz auch SS-Ehrendegen oder SS-Degen, galt im Dritten Reich als Ehrenwaffe der Schutzstaffel. Neben dem Degen gab es auch den SS-Ehrenring und den SS-Ehrendolch. Die Verleihung dieser privaten Auszeichnungen hatte nach einem von Heinrich Himmler persönlich verfügten Regelwerk zu erfolgen.

## Einführung und Verleihung
Der SS-Ehrendegen wurde 1936 auf Weisung Himmlers eingeführt und war den Parade- bzw. Zeremonien-Degen, die traditionell in Heer, Luftwaffe und Kriegsmarine verwendet wurden, nachempfunden. Der Degen wurde in der Regel zur Paradeuniform getragen, konnte aber auch, wie zahlreiche Bilddokumente belegen, zur Dienst- und Ausgehuniform getragen werden.
Im Gegensatz zum SS-Ehrendolch gab es für die Verleihung keine exakten Regeln. Maßgeblich waren ausschließlich Himmlers Gewogenheit und Huld. Der SS-Ehrendegen wurde nur an Angehörige der Schutzstaffel vom SS-Untersturmführer aufwärts vergeben. Absolventen der SS-Junkerschulen erhielten den Degen anlässlich ihrer erfolgreichen Ausbildung zum SS-Führer und trugen diesen bei ihrer Vereidigung zum SS-Untersturmführer das erste Mal.
Der Degen galt als Indikator, wen Himmler zu den Förderungswürdigsten der SS zählte. Mit der Höhe des SS-Ranges stieg auch für Angehörige der Allgemeinen SS die Wahrscheinlichkeit, in den Kreis der Degeninhaber aufzusteigen.
Bis 1945 hatten vom SS-Führerkorps 362 SS-Standartenführer (von 621), 236 SS-Oberführer (von 276), 88 SS-Gruppenführer (von 96), 91 SS-Obergruppenführer (von 92) und alle vier SS-Oberst-Gruppenführer den Ehrendegen verliehen bekommen.
Die Verwendung des Degens durch Führer und Unterführer anlässlich der Vereidigung von SS-Anwärtern wurde bis Kriegsende weitgehend beibehalten.

## Aussehen und Gestaltung
Grundsätzlich wurden Degen in Zwangsarbeit in Konzentrationslagern für SS-Führer und für SS-Unterführer gefertigt, wobei jene der Unterführer weniger aufwendig gestaltet waren. Sie besaßen einen einfachen D-förmigen Bügel, der von der Parierstange bis zum Griff verlief. Der Griff war aus schwarzem Holz gefertigt und trug die SS-Runen. Die Degenscheide war ebenfalls schwarz und dekorativ verziert. Die metallene Degenscheide wurde durch ein Aluminium-Gehänge getragen.